# THE NEWSα
『THE NEWSα』（ザ ニュースアルファ）は、フジテレビ系列（テレビ大分・テレビ宮崎両局を除く）で2017年10月2日から2018年3月31日まで生放送されていた平日深夜最終版のニュース番組である。

## 概要
わずか1年半をもって終了となった『ユアタイム』（月 - 木曜日 23:30 - 翌0:25、金曜日 23:58 - 翌0:55）に代わる番組として放送開始したが、半年間で終了。放送時間は『ユアタイム』より10分（土曜未明の「金曜版」は12分）繰り下げ、縮小された。
月 - 木曜日には同年9月29日まで『みんなのニュース』のメインキャスターであった椿原慶子（フジテレビアナウンサー）、土曜日未明（金曜日深夜）には松村未央（フジテレビアナウンサー）をそれぞれメインキャスターに起用する。
番組のコンセプトは「いま、使える情報を＋α」。前身の『ユアタイム』では、芸能情報など、朝や昼の情報番組ワイドショーが取り上げるようなネタも紹介していたが、当番組では行っておらず、働く人の役に立つステップアップ、スキルアップ（＋α）につながるニュースを届ける。そのため番組構成や演出もかつて同局で放送されていた『ニュースJAPAN』→『あしたのニュース』のコンセプトに近いが、経済ニュースを積極的に取り上げていることから、若干競合番組『WBS』（テレビ東京系）を意識した構成にもなっている。その他の特徴として、サイドに縦書きでニュース名が表示されたこと、キャスターの顔がアップになって進行されていたことが挙げられる。
なお、『ユアタイム クイック』（『ユアタイム』をベースとしたスポットニュース）同様、平日夜のスポットニュース『THE NEWSα Pick』では本番組の予告を放送している。
2018年4月改編でフジテレビ・BSフジの報道ニュース番組の統一ブランド『プライムニュース』として、『FNNプライムニュース α』を開始するため、当番組は同年3月31日をもって終了した。ただし、『FNNプライムニュース α』では当番組の内容・コンセプトをそのまま継承するため、実質的には当番組のリニューアル版番組となる。2019年4月改編で『Live News』ブランドに再度衣替えしたが、引き続き『FNN Live News α』として、「α」のタイトルや番組スタイルを維持している。
なお、椿原・松村・安宅晃樹（フジテレビアナウンサー）・鈴木唯（フジテレビアナウンサー）は同番組に続役する一方、中村光宏（フジテレビアナウンサー）は同年4月1日深夜より開始された、毎週日曜に放送（未明・深夜の2回放送だが、放送開始週のみ深夜版のみ放送。）の総合スポーツ情報番組『S-PARK』に異動となった。

## 出演者
キャスターは特記以外はいずれも、出演時点でフジテレビアナウンサー。

●は『ユアタイム』から続投。
メーンキャスター（アンカーウーマン）
- 椿原慶子（月 - 木曜日）
  - 月 - 木曜日の『THE NEWSα Pick』、日曜日の『Mr.サンデー』（フジテレビ・関西テレビ共同制作）を兼務。
- 松村未央（土曜日〈金曜日深夜〉）
  - 金 - 日曜日の『THE NEWSα Pick』、日曜日の『スポーツLIFE HERO'S』（未明の「土曜版」・深夜の「日曜版」ともに）のニュースコーナーを兼務。

フィールドキャスター（アシスタント）
- 安宅晃樹
  - 平昌五輪開催期間中は『Today's HERO』も担当。

スポーツキャスター
- 中村光宏（月 - 木曜日）●
- 鈴木唯（土曜日〈金曜日深夜〉）
  - 『めざましテレビ』を兼務。
  - 不定期で他の曜日に出演する場合がある。平昌五輪開催期間中は、平昌のIBCスタジオから毎日出演し、デイリーハイライトを伝える。
- 石井一久（野球解説者、不定期出演）●
  - 『スポーツLIFE HERO'S』（日曜深夜の「日曜版」）を兼務。石井はレギュラーコメンテーターとして随時出演。

コメンテーター（レギュラー）
- 萱野稔人（月曜日、土曜日〈金曜日深夜〉） ●
- 佐々木紀彦（火曜日）
- 松江英夫（水曜日）
- 西内啓（木曜日）

- 最終回時点の上記出演者で、中村・石井・西内以外は全員『FNNプライムニュース α』も続投。また、安宅・鈴木・萱野・松江は『FNN Live News α』も続投。

## 主なコーナー
- Today's Headlines

放送開始時点でのニュースをヘッドライン形式で伝える。
- α ism

本番組が見つけたαな感性に注目したものを特集形式で伝える。
- Today's HERO

スポーツニュース。月 - 木曜日は中村、土曜日（金曜日深夜）は鈴木が伝える。月曜日は『ユアタイム』時代から引き続き「MONDAY FOOTBALL」（海外プロサッカー関連のニュース・速報コーナー）を内包。
- お立ち台HERO

『ユアタイム』時代の「真夜中のお立ち台」をリニューアルしたもの。「真夜中のお立ち台」と同様、週末の『スポーツLIFE HERO'S』との合同企画で、その日のスポーツイベントで最も輝いた選手を取り上げる。
- 全国の天気

エンディングで放送。

## 放送時間
- 月曜 - 木曜 23:40 - 翌0:25
- 土曜 0:10 - 0:55（金曜深夜）[7]

## ネット局
| 放送対象地域   | 放送局                      | 系列           | 放送日時       | 放送日時         |
| 放送対象地域   | 放送局                      | 系列           | 月 - 木曜      | 土曜（金曜深夜） |
| -------------- | --------------------------- | -------------- | -------------- | ---------------- |
| 関東広域圏     | フジテレビ（CX） 【制作局】 | フジテレビ系列 | 23:40 - 翌0:25 | 0:10 - 0:55      |
| 北海道         | 北海道文化放送（UHB）       | フジテレビ系列 | 23:40 - 翌0:25 | 0:10 - 0:55      |
| 岩手県         | 岩手めんこいテレビ（mit）   | フジテレビ系列 | 23:40 - 翌0:25 | 0:10 - 0:55      |
| 宮城県         | 仙台放送（OX）              | フジテレビ系列 | 23:40 - 翌0:25 | 0:10 - 0:55      |
| 秋田県         | 秋田テレビ（AKT）           | フジテレビ系列 | 23:40 - 翌0:25 | 0:10 - 0:55      |
| 山形県         | さくらんぼテレビ（SAY）     | フジテレビ系列 | 23:40 - 翌0:25 | 0:10 - 0:55      |
| 福島県         | 福島テレビ（FTV）           | フジテレビ系列 | 23:40 - 翌0:25 | 0:10 - 0:55      |
| 長野県         | 長野放送（NBS）             | フジテレビ系列 | 23:40 - 翌0:25 | 0:10 - 0:55      |
| 新潟県         | 新潟総合テレビ（NST）       | フジテレビ系列 | 23:40 - 翌0:25 | 0:10 - 0:55      |
| 静岡県         | テレビ静岡（SUT）           | フジテレビ系列 | 23:40 - 翌0:25 | 0:10 - 0:55      |
| 富山県         | 富山テレビ（BBT）           | フジテレビ系列 | 23:40 - 翌0:25 | 0:10 - 0:55      |
| 石川県         | 石川テレビ（ITC）           | フジテレビ系列 | 23:40 - 翌0:25 | 0:10 - 0:55      |
| 福井県         | 福井テレビ（FTB）           | フジテレビ系列 | 23:40 - 翌0:25 | 0:10 - 0:55      |
| 中京広域圏     | 東海テレビ（THK）           | フジテレビ系列 | 23:40 - 翌0:25 | 0:10 - 0:55      |
| 近畿広域圏     | 関西テレビ（KTV）           | フジテレビ系列 | 23:40 - 翌0:25 | 0:10 - 0:55      |
| 島根県・鳥取県 | 山陰中央テレビ（TSK）       | フジテレビ系列 | 23:40 - 翌0:25 | 0:10 - 0:55      |
| 岡山県・香川県 | 岡山放送（OHK）             | フジテレビ系列 | 23:40 - 翌0:25 | 0:10 - 0:55      |
| 広島県         | テレビ新広島（tss）         | フジテレビ系列 | 23:40 - 翌0:25 | 0:10 - 0:55      |
| 愛媛県         | テレビ愛媛（EBC）           | フジテレビ系列 | 23:40 - 翌0:25 | 0:10 - 0:55      |
| 高知県         | 高知さんさんテレビ（KSS）   | フジテレビ系列 | 23:40 - 翌0:25 | 0:10 - 0:55      |
| 福岡県         | テレビ西日本（TNC）         | フジテレビ系列 | 23:40 - 翌0:25 | 0:10 - 0:55      |
| 佐賀県         | サガテレビ（SAGA TV）       | フジテレビ系列 | 23:40 - 翌0:25 | 0:10 - 0:55      |
| 長崎県         | テレビ長崎（KTN）           | フジテレビ系列 | 23:40 - 翌0:25 | 0:10 - 0:55      |
| 熊本県         | テレビ熊本（TKU）           | フジテレビ系列 | 23:40 - 翌0:25 | 0:10 - 0:55      |
| 鹿児島県       | 鹿児島テレビ（KTS）         | フジテレビ系列 | 23:40 - 翌0:25 | 0:10 - 0:55      |
| 沖縄県         | 沖縄テレビ（OTV）           | フジテレビ系列 | 23:40 - 翌0:25 | 0:10 - 0:55      |

### 備考
- 一部地域では、「Today's HERO」終了後のCM明けのニュースパートをローカルニュースに差し替えていた（主に関西テレビなど）[注 2]。
- 福井テレビでは『協力：中日新聞』と表示していた。